# Empirismo radical

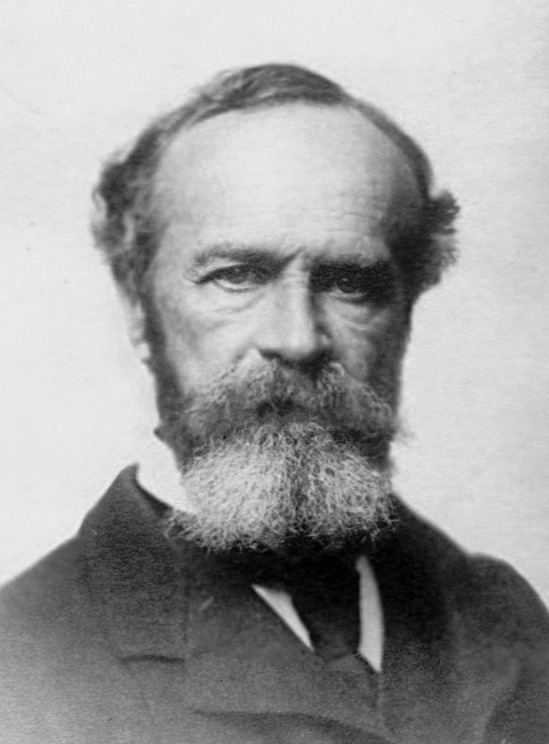
William James, creador del empirismo radical.

El empirismo radical es una doctrina pragmatista planteada por William James. Afirma que la experiencia incluye tanto particulares como relaciones (disyuntivas o conjuntivas) entre dichos particulares, y que por lo tanto ambas merecen lugar en nuestras explicaciones. En términos concretos: cualquier visión del mundo filosófico es incompleta si se detiene en el nivel físico y no explica cómo el significado, valores y la intencionalidad pueden surgir de ello.

## El empirismo radical
El empirismo radical es un postulado, una exposición de hechos y una conclusión, dice James en El significado de la Verdad. El postulado es que "lo único que será discutible entre filósofos será aquello que puede definirse en términos extraídos de la experiencia". El hecho es que nuestra experiencia contiene entidades desconectadas, así como varios tipos de conexiones; está llena de significado y valores. La conclusión es que nuestra visión del mundo no necesita de un "apoyo conectivo trans-empírico extraño, sino que posee una estructura concatenada y continua por derecho propio".

## El postulado
El postulado es una declaración básica del método empírico: nuestras teorías no deberían incorporar cosas sobrenaturales o entidades trasempíricas. El empirismo es una teoría del conocimiento que enfatiza el papel de la experiencia, especialmente la percepción sensorial, en la formación de las ideas, mientras que descarta los razonamientos a priori, la intuición, o la revelación.
El empirismo radical, según James, requiere de una doctrina pragmatista de la verdad. Para ello, ofrece tres apartados básicos para comprenderlo:
1.- Lo único debatible en la filosofía son los términos extraídos de la experiencia.
2.- La comprobación empírica de que la relación que puede existir entre las cosas son objeto de la experiencia directa. No lo pueden ser más o menos que las cosas mismas. 
3.- Finalmente, que las relaciones son también parte de la experiencia, por lo que no es necesario ningún soporte transempírico que las unifique.

## Los hechos
Declaración de los hechos de James es que nuestra experiencia no solo es un flujo de datos, es un proceso complejo que está lleno de significado. Podemos ver los objetos en términos de lo que significan para nosotros y vemos las conexiones causales entre los fenómenos. La experiencia posee una doble carga: tiene tanto un contenido ( "datos sensibles") como también una referencia, y los empiristas, según James, tratar de reducir injustamente la experiencia únicamente a las sensaciones desnudas. Esa descripción general de la experiencia consciente ya formaba parte de la obra monumental de William James Principios de la Psicología de1890, más de una década anterior a que él escribiera por primera vez sobre el empirismo radical, y es una parte importante de su argumento.
Se diferencia principalmente del punto de vista empírico tradicional de Locke y Hume, que ven en la experiencia en términos de átomos, como las manchas de color y ondas sonoras, que carecen en sí mismos de sentido y que deben ser interpretados por el razonamiento antes de que podamos actuar sobre ellos.

## Conclusión
James llega a la conclusión de que la experiencia está plenamente constituida por conexiones y de que estas conexiones son parte de lo que realmente se experimenta:

De la misma manera, mantengo, que una porción indivisa dada de experiencia, tomada en un contexto de asociaciones, desempeña el papel de un conocedor, de un estado mental, de "conciencia"; mientras que en un contexto diferente el mismo fragmento indiviso de experiencia juega el papel de una cosa conocida, de un "contenido" objetivo. En una palabra, en un grupo figura como un pensamiento, en otro grupo como una cosa. Y, dado que puede figurar en ambos grupos simultáneamente, tenemos todo el derecho a hablar de él como subjetivo y objetivo, ambos a la vez. (Ensayo I)

## El Contexto y su importancia
James expuso su doctrina porque pensaba que el empirismo ordinario, inspirado por los avances de las ciencias físicas y naturales, tenía o tuvo la tendencia a enfatizar las 'partículas giratorias' a expensas del panorama general: conexiones, causalidad, significado. Ambos elementos, afirma James, están igualmente presentes en la experiencia y ambos deben tenerse en cuenta.
La observación de que nuestra adhesión a la ciencia parece ponernos en un dilema no es exclusiva de James. Por ejemplo, Bertrand Russell señala la paradoja en su Análisis de la materia (1927): apelamos a la percepción ordinaria para llegar a nuestras teorías físicas, pero esas mismas teorías parecen socavar esa percepción cotidiana, que es rica en significado.
El empirismo radical se refiere a los debates sobre el realismo directo versus el indirecto, así como con los debates del principio del siglo XX contra el idealismo de  filósofos influyentes como Josiah Royce. Así interpretaron a James neorrealistas como William Pepperell Montague y Ralph Barton Perry.
La conclusión de que nuestra cosmovisión no necesita apoyo transempírico también es importante en las discusiones sobre la adecuación de las descripciones naturalistas del significado y la intencionalidad, que James intenta proporcionar, en contraste con los enfoques fenomenológicos o algunas formas de reduccionismo que afirman que el significado es una ilusión.